# St. Wendelin (Günzegg)

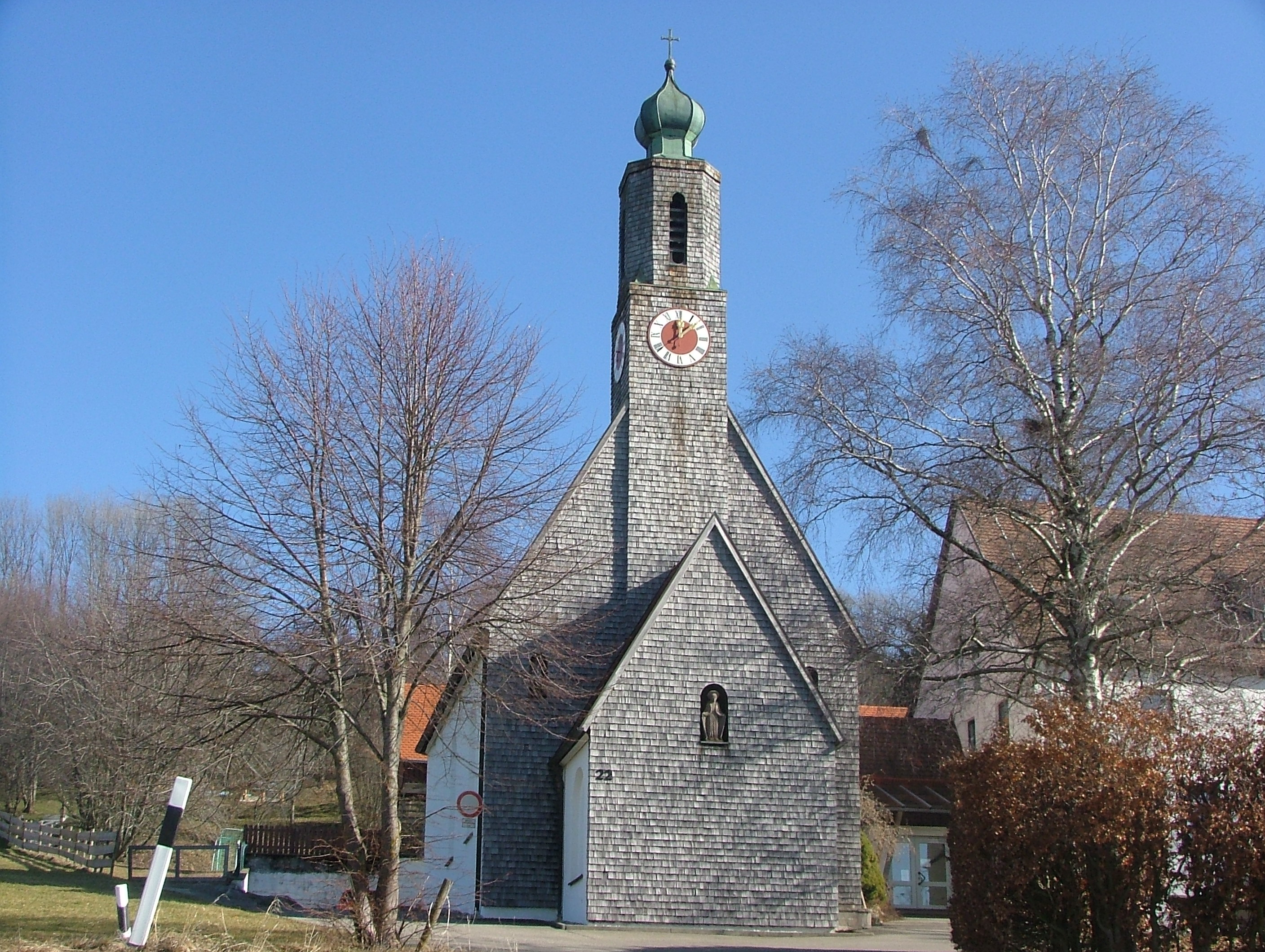
Kapelle St. Wendelin in Günzegg

Die römisch-katholische Kapelle St. Wendelin befindet sich in Günzegg, einem Ortsteil von Böhen im Landkreis Unterallgäu in Bayern. Die Kapelle steht unter Denkmalschutz. Kirchenpatron ist der heilige Wendelin.

## Baubeschreibung
Die Kapelle  wurde 1818 errichtet. Das Langhaus besteht aus zwei Fensterachsen und ist mit einem Flachdach gedeckt. Die Fenster sind spitzbogig der Eingang stichbogig. Der Chor ist eingezogen und halbrund geschlossen. Der Giebel der Kapelle ist mit einem hölzernen Dachreiter versehen.

## Ausstattung
Der Altar ist ein marmorierter Holzaufbau und entstammt dem Anfang des 19. Jahrhunderts. Die Mensa des Altares ist konkav geschwungen. In der Retabelnische befindet sich die Holzfigur des heiligen Wendelin. In der Kapelle befinden sich noch weitere gefasste Holzfiguren. Dies sind eine stehende Muttergottes aus der Zeit um 1500, ein Kruzifixus und eine Immaculata aus dem Ende des 18. Jahrhunderts.